# パルメニデス

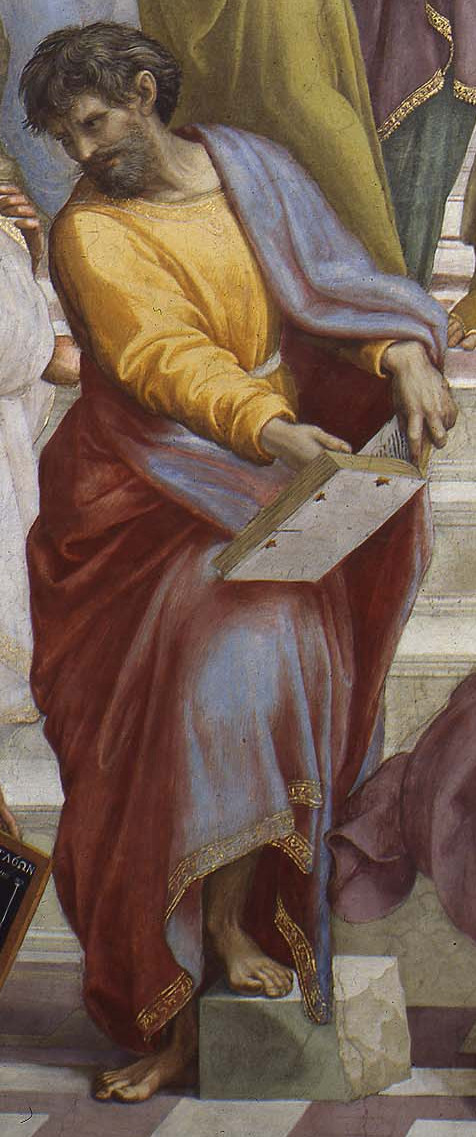
Parmenidēs（アテナイの学堂）

パルメニデス（古希: Παρμενίδης, Parmenidēs, パルメニデース、紀元前520年頃－紀元前450年頃）は、古代ギリシアの哲学者。南イタリアの都市エレア出身で、論理哲学的・超越思想的な学派であるエレア派の始祖。初期のギリシア哲学において、もっとも深遠で難解な思想家で、また逆説的であるとともに、自然学や形而上学の発展に決定的な影響を与えたとされる。
思想の内容については、現代でも非常に基本的な点についてすら解釈が分かれる。例えば、彼の形而上学の主題は「ある（ト・エオン）」で、これは「存在する」を意味するという見解が多いが、「〜である」と叙述の意味に取る見解もある。その他、一元論者であったのか、仮にそうだとして、どのような意味に於いて一元論を展開したのかなど、論点は多岐にわたる。後世の影響の性質についても、思想の解釈に応じて異なった見解がある。
アナクシマンドロスの弟子クセノパネスに学んだとも、ピュタゴラス学派のアメイニアス（Ameinias）に師事したとも伝えられる。名門の家柄であり、祖国エレアのために法律を制定したともいわれる。クセノパネス等にならって、詩の形で哲学を説いている。著作としては、教訓詩『自然について』（希: Περὶ Φύσεως, ペリ・ピュセオース）のみが断片として現存する。

## 『自然について』
『自然について』（希: Περὶ Φύσεως, ペリ・ピュセオース）は現存するただ一つの著作で、彼の思索をヘクサメトロスという形式の韻文でまとめたものである。このタイトルは、彼自身が名づけたのではないと思われる。元来はおそらく800行ほどあったと思われるが、現在は断片のみが残る。長短さまざま（短いものは一語のみ）な断片をかきあつめると、160行程度の分量になる。
詩はまず、女神の邸宅に招かれる筋立ての、神話的な導入部で始まる。ここで、本作の主題と主題へのアプローチが表明される。続いて、「ある（ト・エオン, τὸ ἐόν, to eon）」を主題にした形而上学的な議論があり、以上の「信頼できる言説」の後、それを引き継ぐ形で、Fr.VIII 50 から「光（天の火）」と「夜」の二元素論による宇宙論が展開されている。
形而上学的な部分については、セクストス・エンペイリコスやシンプリキオスがのまとまった引用について、かなり窺い知ることができるが、最後の宇宙論的な部分については、ほとんど残っていない。ただ、他の古代の著者の言及から、当時哲学や自然学で好んで扱われた諸問題を、ほぼ網羅していたことが察せられる。

### 解釈
彼の思想については、非常に基本的な部分において、すでに解釈が分かれている。
『自然について』の形而上学部分の主題は、「ある（ト・エオン, τὸ ἐόν, to eon）」と「あらぬ（ト・メー・エオン）」であるが、「ある」を「存在する」とする解釈のほかに、「～である（叙述）」を意味するとの見解もある。いずれにせよ、知覚可能な物理現象を抽象化した「アルケー」や「幾何学的対象」を考察してきたそれまでの哲学者たちとは異なり、一段深く、存在、叙述、理性や経験などの性質や関係などを考察の対象にした。彼はしばしば、形而上学の創始者の一人に数えられる。
断片8によれば、「ある」は以下の性質を持つ。
- 「ある」は時間を超えて不生不滅、不動であって、「一挙にすべて、一つのもの、つながり合うもの」で「分かつことができない」「すべてが一様」で、「ここにより多くあったり、より少なくあったりすることによって互いがつながりあうのを妨げられることなく」「全体があるもので満ち」ている。

一方、「あらぬ」については、「無があることは不可能（断片6）」「あらぬものを知ることもできなければ語ることもできないから（断片2）」などとされ、存在もせず、認識され得ず、探求不可能とされる。
そして、断片4や7おいて、
- 「現前してはいないけれども知性には現前しているものをしっかりと見よ」
- 「また汝が多くの経験に支えられた習慣にしいられてこの道を行きながら。もの見分けえぬ眼と鳴りさわぐ耳と舌とを働かせることのないように。 汝はただ理（ロゴス）によってこそ私によって語られた異論多き論駁を判定せねばならぬ。」

とあるように、経験に対して理（ロゴス）を重んじる傾向がある。
以下に主要な解釈を列挙する。
第一の解釈は、厳格な存在論的な一元論とするもので、上記を自然学的な主張だと解釈する。つまり、「ある」は不生不滅で運動も変化もしない、この世にただ一の存在物である。イオニアの自然学においては、例えばタレスの「水」を唯一つのアルケーとするなど、一元論的な理論が盛んであった。この一元論を徹底的に推し進めたのがパルメニデスだということになる。
第二の解釈は, Fr. IIIの「思惟することと「ある」ことは同じであるから」に着目し、ラッセルの「記述の理論」などを参考に、詩の内容を自然学というよりは存在の形而上学として解釈する。
第三の解釈では、詩文の中の「ある」を存在を意味するのではなく、叙述「～である」を意味すると解釈する。この解釈の下では、断片のFr.VIII 50の直前までは事物の本質的な叙述のあり方を述べたものということになる。
一般的な解説では、上記の第一の解釈に絞った説明が多い。これは古代から有力な解釈であったが、上記の第二、第三の解釈と同様に、パルメニデスの思想を経験される事実と矛盾しないように解釈したい、という考えも古くから有力であった。例えばアリストテレスの『形而上学』第一巻において、第一の解釈にあたる考えを概ね弟子のメリッソスのものとし、「素朴で検討に値しない」と退けた。一方、パルメニデスについては「より深い洞察を持って語っている」とし、「一者」は存在の本質についての概念であるとした。この存在の本質についての一元論と詩の後半部の二元論は、各々現実の別の側面を捉えたものとされる。

## 思想
パルメニデスは、知覚可能な物理現象を抽象化した「アルケー」や「幾何学的対象」を考察してきたそれまでの哲学者たちとは異なり、「ある（有/在）」という概念を、
- 「あるもの（有/在、ト・エオン）はあり、あらぬもの（非有/不在、ト・メー・エオン）はあらぬ」
  - 「あるもの（有/在、ト・エオン）は、唯一・不動・不変であり、理性による「真理の道」でのみ認識・探究可能」
  - 「あらぬもの（非有/不在、ト・メー・エオン）は、認識され得ず、探究不可能」
  - 「多様と変化を許容する、あり（有/在）かつあらぬ（非有/不在）もの（すなわち物理現象）は、感覚による「臆見の道」で認識される誤謬」

といった排中律的な原則・前提に基づき、理性的・論理的に規定し、知覚可能で変動的な「物理現象」とは区別・隔絶された、超越的な（唯一にして不動不変の）「本質存在」を提唱した最初期の哲学者として知られる。
彼を祖とするエレア派の存在論は、このように感覚よりも理性（ロゴス）を優先するという意味において理性主義で、その主張は「運動や変化の否定」など、著しく経験・直感に反する内容を持つ。「アキレスと亀」で知られるパラドクスは、運動が存在しない（仮象・幻覚である）ことを示すためにパルメニデスの弟子であるゼノンによって提起されたものである。
なお、世界を「変化・生成消滅する物理現象」と「超越的で永遠不変な存在」に分ける二元論や、その超越的存在を「球体（としての神）」として表現する発想は、パルメニデスより前に、彼の師とされるクセノパネスによって、既に提示されていたことが知られている。
他の古代の著者によるパルメニデスの思想への言及としては、
- プラトンの『パルメニデス』『ソピステス』
- アリストテレスの『自然学』第1巻、『形而上学』第1巻・第14巻
- ディオゲネス・ラエルティオスの『ギリシア哲学者列伝』第9巻第3章 --- 上記の『自然について』に関する言及に加え、以下のような内容も述べられている。
  - 地球が球形で、宇宙の中心に位置していると、最初に表明した。
  - 万物の構成要素（アルケー）は、「火」と「土」の2つだと考えた。（これは上記した『自然について』の後半における「光(火)」と「夜」の二元素論を、四元素説の枠組みに置き換えて解釈したものと考えられる。）

などがある。

## 影響
当時、パルメニデスらエレア派の議論は大きな衝撃をもたらしたようで、後に続く哲学者は何らかの形でその議論を取り込んでいる。
特に、下述するように、レウキッポス・デモクリトスの原子論と、プラトン哲学への影響が良く知られている。
パルメニデスらエレア派の影響は、プロティノスの新プラトン主義の経由した一者論を通して、現代哲学にも見られる。

### レウキッポス・デモクリトスの原子論
レウキッポスとデモクリトスは、パルメニデスらエレア派の存在論への応答として原子論を提唱した。彼らは、自然を構成する分割不可能な最小単位として原子が存在すると考えたが、原子はエレア派の「あるもの」を小さく分割したものとする見解がある。また、彼らは、原子の存在やその結合分離の運動の説明のため、「あらぬもの」すなわち空虚の存在を考えた。一方で、生成消滅しない無数の原子と空虚が真に存在し、原子の結合分離が感覚的対象やその生成変化を生じさせるとした。
彼らの原子論は、エピクロスにも受け継がれ、エピクロス派の思想的背景ともなった。

### プラトン哲学を経由した後世への影響
古代のプラトン主義者たちは、パルメニデスの思想の中にイデア説の原型を見出している。
つまり、理性でのみ把握される不生不滅の「有」の世界と、感覚で把握される生成流転する世界の二層構造を初めて見出したのがパルメニデスだ、というのである。
プラトンは『パルメニデス』という対話篇を書いている。この中で、パルメニデスは、未だ若く未熟なソクラテスのイデア論の難点を指摘し、その思索を導く。これから読み取れることは、プラトンがパルメニデスを高く評価していたこと、また、そのイデア論がパルメニデスの深い影響下で成立したことである。プラトンのイデア論はパルメニデスの不生不滅の考えとヘラクレイトスの万物流転の考えを調和させようとした試みであるとも言われている。
パルメニデスが主張する超越的な「本質存在」としての「在るもの」（ト・エオン, τὸ ἐόν, to eon）は、プラトンの対話篇『パルメニデス』や、『国家』（の善のイデア）、『ティマイオス』（のデミウルゴス）等を通じて、その「本質存在」思想がより抽象化・神秘化、あるいは体系化・神話化された形で喧伝された。
そして、エレア派の枠を超えて、アリストテレスの「不動の動者（最高善）」や、新プラトン主義であるプロティノス等の「一者」（ト・ヘン, τὸ ἕν, to hen）、グノーシス主義、キリスト教の神学（否定神学を含む）など広範囲に影響を与えたため、パルメニデスはそうした西洋の超越思想・神秘思想の系譜の元祖に位置付けることができる。

### アリストテレス
アリストテレスは第一質料と形相の組み合わせで自然の変化を説明したが、前者の概念はエレア派の「有」を思わせる。また、彼の有名な空虚の否定はレウキッポスとデモクリトスの原子論への批判である。